# Rosalinda Serfaty
Rosalinda Raquel Serfaty Rosenstock (sinh ngày 24 tháng 4 năm 1965 tại Buenos Aires) là nữ diễn viên sân khấu và diễn viên truyền hình người Venezuela gốc Argentina người Do Thái , thuộc dân tộc Berber ở Maroc .

## Tiểu sử
Cha là Jaime Serfaty, mẹ là Mina Rosenstock, đều là người Do Thái. Gia đình bà rời Argentina đến Venezuela khi bà 7 tuổi. Sự nghiệp nghệ thuật của bà bắt đầu khi bà sắp hoàn thành bậc giáo dục trung học: bà đăng ký vào trường Escuela de Danza Contemporánea de Caracas (Trường múa đương đại Venezuela). Trong quá trình theo đuổi sự nghiệp nghệ thuật của mình, bà tiếp tục nghiên cứu về Truyền thông xã hội tại trường Đại học Católica Andrés Bello. Khi ở trường đại học, bà làm người mẫu để gánh vác kinh tế gia đình và học tập.
Sau khi cố gắng đăng ký tham gia truyền hình, năm 1989, vai diễn đầu tiên của bà là nhân vật chính của bộ phim thể loại telenovela do đài Venevisión sản xuất mang tựa đề La Revancha. Sau đó bà đóng vai nhân vật phản diện trong telenovela mang tựa đề Mundo de Fieras.

## Đời tư
Năm 1993, Rosalinda và chồng Ayush Benzaquen chào đón con gái đầu lòng tên Corina. Năm 1996, bà tiếp tục sinh cô con gái khác tên Ariana.

## Danh sách phim
- 1989: La Revancha là Isamar
- 1991: Mundo de Fieras trong vai Jocelyn Palacios Anzola de Sartori Bustamante
- 1994: Peligrosa trong vai Elisa
- 1998: Luz María trong vai Angelina Mendoza y Rivero de Gonzalvez
- 2000: Amantes de Luna Llena trong vai Valentina Linares
- 2001: La niña de mis ojos vai Camila Olivares Sucre
- 2003: La invasora vai Alicia Fuentes Manso
- 2004: Sabor a ti như Andreína Obregón
- 2005: Con toda el alma trong vai Ana Cecilia
- 2009: ¡Qué Clase de Amor! như Ana María Sosa
- 2011: Natalia del Mar trong vai Irene Lopez
- 2012: Mi ex me tiene ganas vai Claudia 